# Мелье, Жан
Жан Мелье́ (фр. Jean Meslier; 15 июня 1664 — 17 июня 1729) — французский философ-материалист, атеист, утопический социалист, католический священник (кюре).

## Биография
Сын деревенского ткача, Мелье по настоянию родителей стал сельским католическим священником в 1689 году. Без жалоб и проблем 40 лет он провёл в качестве священника в Шампани, но был всю жизнь атеистом. Лишь раз все же не удержался — очень уж допёк крестьян местный помещик сеньор де Тули (дело было в 1716 г.). Жан Мелье обвинил этого помещика во время церковной проповеди в алчности и жестокости и отказался упоминать его имя в молитвах. Возмущенный помещик направил донос Реймскому архиепископу, тот приговорил Мелье к месяцу отсидки в монастырском карцере и к покаянной службе (на мягкость приговора повлияла либеральная атмосфера после смерти Людовика XIV). Когда Мелье, отсидев месяц на хлебе и воде, вернулся в родную деревню, оказалось, что помещик только что скончался, поэтому покаянная служба Мелье на его похоронах выглядела так:
Помолимся же, братия, за милосердие Божие к грешной душе сеньора де Тули. Он был злым и жестоким человеком, поэтому милосердие Божие его душе очень понадобится, без него гореть ей в геенне огненной…
Своё единственное сочинение «Завещание» закончил незадолго до смерти, уже почти слепым. Целиком оно было издано только в 1864 в Амстердаме.

## «Завещание»
«Завещание» было переписано в трёх экземплярах. Один экземпляр был отправлен в нотариальную контору с наказом огласить перед прихожанами после смерти автора (так полагалось делать со всеми завещаниями); второй — в контору Реймского архиепископата с таким же наказом; третий — на всякий случай — знакомому Мелье либеральному адвокату Леру. В двух первых инстанциях от крамольной книги пришли в ужас и сожгли её сразу и без колебаний.
В «Завещании» содержались критика тогдашней действительности, идеи атеизма, мечты об идеальном общественном устройстве. «Завещание», согласно автору, содержит осуждение «ошибок, заблуждений, бредней, безумств и злодеяний людских». Общественный идеал Мелье — это единая семья-община, в которой все люди совместно владеют всеобщими благами, трудятся с удовольствием и любят друг друга как братья. Для того, чтобы прийти к такому состоянию, люди должны понять несправедливость тиранической власти, освободиться от предрассудков, среди которых первое место занимает религия.